# 5 Comae Berenices
5 Comae Berenices är en gul jätte  i stjärnbilden Berenikes hår. Stjärnan är av visuell magnitud +5,55 och synlig för blotta ögat vid god seeing. Den befinner sig på ett avstånd av ungefär 485 ljusår.